# 技術評論社
株式会社技術評論社（ぎじゅつひょうろんしゃ）は、日本の出版社。主にコンピュータ関連の書籍・雑誌を発行している。

## 沿革
- 1969年3月:株式会社技術評論社設立。千代田区麹町6丁目にて。資本金70万円。
- 1969年9月:生産技術誌『月刊技術評論』創刊。
- 1963年1月:千代田区二番町へ移転。
- 1977年4月:千代田区平河町へ移転。
- 1984年4月:資本金1,500万円に増資。
- 1986年2月:千代田区九段南2丁目へ移転。
- 1986年:広告部門が技術評論広告社として独立（のちのビレッジセンター、現在は解散）
- 1989年5月:新宿区愛住町8番地8に新本社ビル竣工。
- 1990年11月:IT技術誌『Software Design』創刊。
- 2000年12月:IT技術誌『WEB+DB PRESS』創刊。
- 2002年4月:関連企業「株式会社メグテック」設立。
- 2002年4月:品川区上大崎3丁目1番1へ移転。
- 2004年3月:無料配布情報誌『電脳通信』Web公開。
- 2007年3月:新宿区市谷左内町21番13へ移転。
- 2007年4月:オンラインメディア『gihyo.jp』オープン。
- 2011年3月31日:ニンテンドーDSソフト『技術評論社監修 基本情報技術者DS』が発売されました。
- 2011年8月:電子出版・書籍サービス『Gihyo Digital Publishing』スタート。

## 主な発行誌

### 現在発行している雑誌
- Software Design(1990年1月〜2011年12月,月刊)
- WEB+DB PRESS(Vol.1〜Vol.65,偶数月刊)
- セキュリティExpert(2009〜2010,不定期刊)
- G-CLOUD Magazine(2010,2011,2011Summer,2011Autumn,不定期刊）

(※最新刊は2011年11月現在)

### 過去に発行していた雑誌
- 月刊技術評論
- The BASIC
- プロセッサ
- AVクリップ
- MacJapan
- パソコン倶楽部
- PC Programming
- テレパソプレス
- 先生とパソコン
- 組込みプレス(Vol.1〜Vol.20)
- ソフトウェア・テスト PRESS(Vol.1〜Vol.10)
- JAVA PRESS(vol.1〜Vol.47)
- JAVA Expert(Vol.1〜Vol.3)
- JAVA API実用リファレンス(Vol.1〜Vol.4)
- Eclipse パーフェクトマニュアル(Vol.1〜Vol.6,BestSelection)
- XML PRESS(Vol.1〜Vol.6)
- UML PRESS(Vol.1〜Vol.3)
- Mobile PRESS(2002年〜2005年,季刊)
- Mobile PRESS EX(Vol.1〜Vol.5)
- Windows NT PRESS(Vol.1〜Vol.10,特別編)
- Windows 2000 PRESS(Vol.1〜Vol.2)
- Windows DTP PRESS(Vol.1〜Vol.8)
- LDAP Super Expert(Vol.1)
- LifeHacks PRESS(vol.1〜Vol.2)
- Software People(Vol.1〜Vol.8,BestSelection)
- Engineer Mind(Vol.1〜Vol.9)
- .NET Expert(Vol.1〜Vol.3)
- ネットワークセキュリティExpert(Vol.1〜Vol.8)
- TCP/IPネットワークExpert(Vol.1〜Vol.2)
- FreeBSD Expert(2002年〜2006年,年1回刊)
- Debian GNU/Linux Expert(Vol.1)
- Fedora Core Expert(Vol.1〜Vol.2)
- 仮想化技術 Expert(Vol.1)
- Web Site Expert(Vol.1〜Vol.39,奇数月刊)[1]

## 主な書籍シリーズ

### 雑誌ムックシリーズ
- Software Design plusシリーズ
- WEB+DB PRESS plusシリーズ
- ARTWORK SAMPLEシリーズ
- 組込みプレスSelectionシリーズ

### IT技術シリーズ
- 技評SE選書シリーズ
- 技評SE新書シリーズ
- Advanced Referenceシリーズ
- ポケットリファレンスシリーズ
- 全機能Bibleシリーズ
- Gihyo Expert Booksシリーズ
- 300の技シリーズ
- Advanced Server-side Programmingシリーズ
- LLフレームワークBOOKSシリーズ
- Network Expertシリーズ
- SE・プログラマ スタートアップテキストシリーズ
- Software Technologyシリーズ
- Web標準テキストシリーズ
- プログラミングの教科書シリーズ
- 完全攻略シリーズ
- 今すぐ使えるかんたんシリーズ
- かんたんプログラミングシリーズ
- 速習Webデザイン&速習デザインシリーズ
- 速習Winプログラミングシリーズ
- これからはじめるシリーズ
- スタートブックシリーズ
- ゼロからわかるシリーズ
- ハードウェアの仕組み・設定・徹底活用シリーズ
- 組込みエンジニアBooks Computer Scienceシリーズ
- 知りたい！テクノロジーシリーズ
- 動画で学ぶ！シリーズ

### IT資格シリーズ
- 情報処理試験シリーズ
- ステップアップラーニングシリーズ
- 標準テキストシリーズ
- 合格! MOUSテキストシリーズ
- 合格Expertシリーズ

### パソコン入門シリーズ
- 55才からのシリーズ
- ああしたい！こうしたい！シリーズ
- かんたんパソコン生活シリーズ
- かんたん図解シリーズ
- かんたん通勤快読シリーズ
- ここがわからなかった！シリーズ
- このとおりやればすぐできる!!シリーズ
- すぐに使える！シリーズ
- ぜったいデキます！シリーズ
- わかったブックシリーズ
- オールカラー図解シリーズ
- オールカラーで楽しく学ぶシリーズ
- パソコン＠ホームシリーズ
- 技引き解決シリーズ
- 疑問氷解！ クイックレスQシリーズ
- 攻略ノートシリーズ
- 自分で選べる パソコン到達点シリーズ
- 実例満載！シリーズ
- 図解はじめてシリーズ
- 得するコレだけ！技シリーズ

### 電気・工学シリーズ
- これでわかった！シリーズ
- しくみ図解シリーズ
- イラスト・図解シリーズ
- 基礎入門シリーズ
- 技能研修＆検定シリーズ
- 現場の即戦力シリーズ
- 初歩の工学シリーズ
- 図解でわかるシリーズ

### ビジネスシリーズ
- ビジネスの王様シリーズ
- 実践WEBマーケティングシリーズ
- ビジネスのルールと技シリーズ
- デジタル仕事術シリーズ
- お店やろうよ！シリーズ
- 業界×快速ナビシリーズ
- らくらく突破シリーズ

### 一般シリーズ
- ＠ベーシックシリーズ
- 博学検定シリーズ
- ThinkMapシリーズ
- 知りたい！サイエンスシリーズ
- これでわかった！シリーズ
- テック・ライブ！シリーズ
- tanQブックスシリーズ
- ファーストブックシリーズ
- ぐっと身近に人がわかるシリーズ
- しくみ図解シリーズ
- 知って得する 数字のカラクリシリーズ
- 定年前から始める男の自由時間シリーズ

## その他
- 堅いコンピュータ書・技術書を出す版元というイメージがあるが（実際そうなのだが）、突然変異的におかしなテイストの本を出すことがある。たとえば『まみむめマッキントッシュ』や『東京オタッキースポット』などが、こうしたテイストの本の典型といえる。
- コンピュータ書籍のパイが縮小しているのを受け、一般書・ビジネス書・実用書分野への参入を図っている。『バカ日本地図』はスマッシュ・ヒットとなった。
- 『三國志III非公式ガイドブック』の付録（プログラム）を巡って1993年に光栄（現コーエー）より提訴されたが、2001年に最高裁判所で勝訴している（三國志III事件を参照）。